# استنتون (تگزاس)
استنتون، تگزاس (به انگلیسی: Stanton, Texas) یک شهر در ایالات متحده آمریکا با جمعیت ۲٬۵۵۶ نفر است که در تگزاس واقع شده‌است.

## موقعیت جغرافیایی
موقعیت جغرافیایی شهرها و مناطق اطراف به شرح زیر است: